# Divisione del Garhwal
La divisione del Garhwal è una divisione dello stato federato indiano di Uttarakhand, di 4 915 593 abitanti. Il suo capoluogo è Pauri.

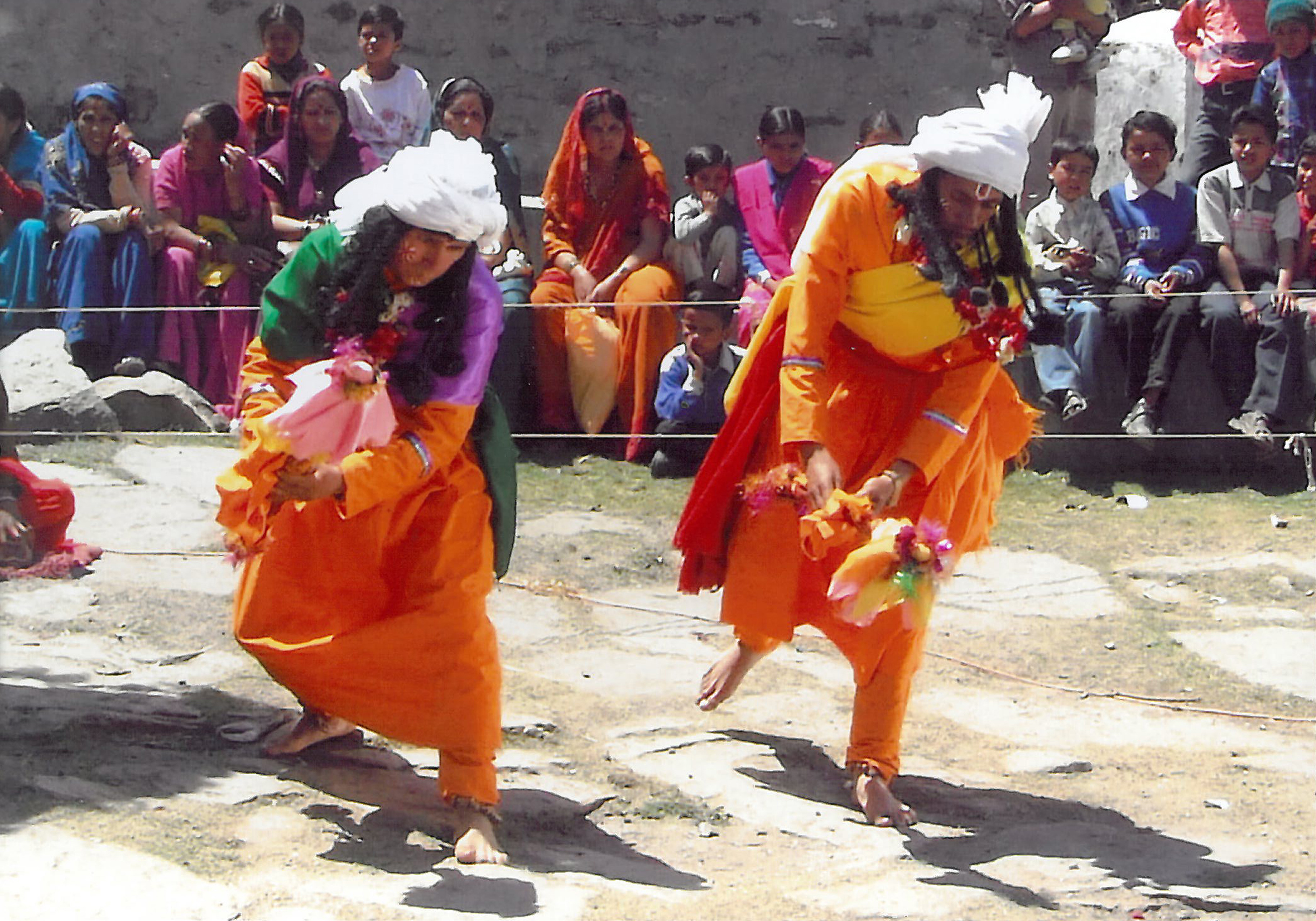
Il Ramman, festa religiosa e teatro rituale

La divisione del Garhwal comprende i distretti di Chamoli, Dehradun, Haridwar, Pauri Garhwal, Rudraprayag, Tehri Garhwal e Uttarkashi.

## Geografia fisica
Il territorio è prettamente montuoso. Confina a nord con il Tibet, ad est con il Kumaon, a sud con l'Uttar Pradesh e a nordovest con l'Himachal Pradesh. La cima più alta è il Nanda Devi (7.816 m). Dal ghiacciaio di Gangotri nasce il fiume Gange.